# Шенборн (Палатинат)
Шенборн (њем. Schönborn) општина је у њемачкој савезној држави Рајна-Палатинат. Једно је од 81 општинског средишта округа Донерсберг. Према процјени из 2010. у општини је живјело 134 становника. Посједује регионалну шифру (AGS) 7333068.

## Географски и демографски подаци
Шенборн се налази у савезној држави Рајна-Палатинат у округу Донерсберг. Општина се налази на надморској висини од 417 метара. Површина општине износи 2,6 km². У самом мјесту је, према процјени из 2010. године, живјело 134 становника. Просјечна густина становништва износи 52 становника/km².